# Noviembre (álbum)
Noviembre es el octavo álbum de estudio del grupo de chileno de rock alternativo y pop rock Los Bunkers publicado el 1 de noviembre de 2023. Es el primer álbum de estudio de la banda en 10 años, y el último antes de la salida definitiva de Mauricio Basualto como miembro oficial en julio de 2024.
El lanzamiento del álbum fue precedido por varios sencillos, comenzando la misma noche que marcó el regreso de la banda a los escenarios en marzo de 2023, a través del primer concierto de la gira Ven aquí.
El disco fue grabado entre Estados Unidos, México y Chile, y fue producido por la banda junto a Felipe Castro y Marcelo Aldunate, y posee una variedad de estilos, yendo por baladas, canciones más bailables, con influencias electrónicas, hasta el estilo clásico de rock de la banda.

## Lista de canciones
Todas las canciones escritas por Francisco Durán, Mauricio Durán, y Álvaro López, excepto donde se indique. 
| N.º   | Título                                            | Duración |  |
| 1.    | «Noviembre»                                       | 3:51     |  |
| 2.    | «Verano de San Juan»                              | 3:11     |  |
| 3.    | «Rey» (F. Durán/M. Durán)                         | 3:43     |  |
| 4.    | «Bajo los árboles»                                | 4:07     |  |
| 5.    | «Ya no te esperaré»                               | 3:29     |  |
| 6.    | «Infiel» (F. Durán/M. Durán/Marcelo Aldunate)     | 4:13     |  |
| 7.    | «Calles de Talcahuano» (Roberto Márquez/Á. López) | 3:46     |  |
| 8.    | «Diamante negro»                                  | 3:22     |  |
| 9.    | «El ruido de las cosas al caer»                   | 4:57     |  |
| 10.   | «Olor a viejo»                                    | 3:30     |  |
| 11.   | «Tanto»                                           | 3:02     |  |
| 12.   | «Valle de la Luna»                                | 4:50     |  |
| 13.   | «Azar» (F. Durán/M. Durán)                        | 4:35     |  |
| 14.   | «La ciudad se apagó»                              | 5:12     |  |
| 15.   | «Vas» (F. Durán/M. Durán)                         | 3:40     |  |
| 59:28 |                                                   |          |  |